# Мунбёль
Мун Бёльи (известная под сценическим псевдонимом Мунбёль; кор. 문별이; род. 22 декабря 1992 года, Пучхон, провинция Кёнгидо, Республика Корея) — южнокорейская певица, автор песен, актриса. Является главным рэпером и танцовщицей гёрл-группы Mamamoo. В мае 2018 года Мунбёль дебютировала в качестве сольной исполнительницы с цифровым синглом «Selfish».

## Биография

### Ранние годы
Мунбёль родилась 22 декабря 1992 года в городе Пучхон, провинция Кёнгидо, Республика Корея. Ночь, когда Мунбёль родилась, была очень звёздной, поэтому её отец решил назвать свою дочь Бёльи (별 [бёль], с кор. — «звезда»). У Мунбёль в семье, помимо родителей, есть две младшие сестры: Сыльги (1996) и Есоль (2004). В 2011 году она была принята в Институт искусств им. Пэкче, факультет Медиа-Музыка-Вокал. У неё есть три собаки породы вельш-корги (Дэбак, Конган и Хэнвон).
Мунбёль начала стажироваться в средней школе, обучалась в академии SM Entertainment. Она была выбрана 3-мя агентствами в качестве вокалистки. В первом агентстве Мунбёль готовилась к дебюту в составе группы d-Unit вместе с другими 3-мя участницами, но не прошла последний ежемесячный отбор из-за веса (60кг). Группа дебютировала в 2012 году с треком «I’m Missing You», но остановила свою деятельность через год.

Затем Мунбёль прошла прослушивание в WA Entertainment (ныне Rainbow Bridge World), где начала всё сначала, прошла в девятку стажеров, а затем и в пре-дебютный состав из 5 участниц, (прим. В МАМАМОО изначально должно было 5 участниц). За год до дебюта по совету агентства она сменила позицию и начала учиться рэпу. Занимать такую позицию в вокальной группе было сложно, но участницы часто поддерживали и хвалили её.
«Я думала, она дебютирует как главная вокалистка, куда бы ни пошла, поэтому очень удивилась, увидев ее в роли рэпера.» Педагог Мунбёль по вокалу

## Карьера

### 2014—2016: Начало карьеры
Мунбёль дебютировала 19 июня 2014 года с мини-альбомом «Hello» в составе Mamamoo. К заглавному треку «Mr. Ambiguous» она сама поставила хореографию.
21 ноября того же года Mamamoo выпускают свой второй мини-альбом «Piano Man». С тех пор Мунбёль начинает свою деятельность в качестве автора-лирициста, написав свои рэп-партии в песнях «Piano Man» и «Gentleman».
Осенью 2015 года делает первые шаги в актерстве, сыграв главную роль в 5 серийной мини-дораме «Зарождение любви» (Start Love). В это же время принимает участие в записи песни U Sung Eun — «Nothing».
В августе 2016 года Mamamoo провели первый сольный концерт «Moosical», где Мунбёль выступила с кавером на песню Crush — Don’t Forget (Feat. Taeyeon) в своей интерпретации.

### 2017—настоящее время: Развитие и начало сольной карьеры
С 3 по 5 марта Mamamoo провели серию концертов в рамках 2017 Mamamoo Concert Moosical Curtain Call, где Мунбёль представила сольную песню собственного сочинения «Love&Hate».
В мае 2017 года Мунбёль начала съемки в шоу-дораме «Idol Drama Operation Team», в котором семь девушек-айдолов собрались для того, чтобы спродюсировать и написать сценарий к дораме, основанный на своих настоящих переживаниях. По итогу программы была выпущена мини-дорама «Путь, устланный цветами» (Let’s Only Walk The Flower Road), который повествует о долгом и сложном пути девушек на пути к своей мечте айдола.
23 мая 2018 Мунбёль дебютировала сольно с мини-альбомом Selfish. В альбом вошли два новых трека «Selfish» (при уч. Сыльги из Red Velvet), «In My Room» и «Love&Hate». В честь дебюта был проведен небольшой концерт.
В новом концертном проекте Mamamoo «4Seasons», который состоял из нескольких серий концертов в Корее и за рубежом, участницы подготовили сольные 20-минутные сеты из различных перформансов. Мунбёль представила каверы на любимые песни TVXQ: I Believe, Hug, The Way You Are, Before U Go, Rising Sun, свои песни: Selfish и Moon Movie и корейский традиционный танец с барабанами.
В 2019 году Мунбёль знакомится с Ha: tfelt на шоу ''Rewritten Charts'', после которого та предлагает ей посотрудничать над песней «Happy Now».
4 февраля 2020 года выходит пред-релизный трек «Weird Day» при уч. Punch. 14 февраля состоялся релиз второго сольного мини-альбома Мунбёль «Dark Side of the Moon». Альбом достиг рекордных результатов, сделав Мунбёль четвертой соло артисткой после IU, Тэён и Джессики, чей альбом продался в количестве более 70-ти тысяч копий в первую неделю. Она была первой в третьем поколении айдолов с таким достижением, до того пока Сола не достигла отметки выше. Заглавный трек альбома — «Eclipse» занял 6-е место Worldwide iTunes Song Chart.
Мунбёль принимала участие в написании слов и музыки ко всем песням из альбома «Dark Side of the Moon», в разработке концепта и в разработке прочих идей для своего проекта. Слушатели тепло приняли смелый стиль рэперши, отметив так же и её вокальные данные.
29 мая 2020 года вышло переиздание предыдущего альбома — "門OON : REPACKAGE, в которое пошли две новые песни «Satellite» и «Absense». 30 мая прошел онлайн концерт Мунбёль " 1st Ontact Live '門OON' ", собравший более 100 миллионов лайков на платформе VLIVE. В концерте приняла участие Хвиин.
По итогу года Тэён и Мунбёль стали единственными соло исполнительницами, у которых сразу 2 альбома попали в рейтинг Gaon Top 200 Yearly Album Chart 2020.
В декабре 2020 года в честь своего дня рождения выпустила песню «A miracle 3days ago».
Была ведущей онлайн-радио Naver Now «Avengirls», а с февраля 2021 года стала ведущей собственного сегмента на радио — «Studio Moon Night».

## Авторство
Мунбёль часто принимает участие в сочинении музыки и сама пишет слова к своим партиям. Сейчас на счету артистки более 60-ти кредитов, она является № 1 среди девушек-айдолов своего поколения и № 3 в общем списке авторов-лирицистов KOMCA (Korea Music Copyright Association — Корейская ассоциация авторского права на музыку является южнокорейским некоммерческим коллективом по авторскому праву для музыкальных произведений).
Так же Бёль И является автором лирики к своим партиям в японских песнях МАМАМОО и состоит в японской ассоциации авторского права (JOMRAC).

## Стиль
В своем стиле и личных вкусах во всём Мунбёль всегда делает выбор в пользу свободы от гендерных стереотипов.
Особое внимание поклонников привлек её номер с барабанами на концертах «4Seasons». Певица была одета в традиционный корейский ханбок, который носят мужчины. В своих сольных работах она часто старается изменить ограничивающие гендерные нормы и показывает поистине феноменальную, новаторскую работу.

На сцене и в повседневной жизни она дает предпочтение свободному удобному стилю в одежде, любит носить костюмы и комбинезоны.
«Все одинаково равны, мы все люди, независимо от пола, мы все люди. Мы можем сделать все, что захотим. Я вот если хочу носить костюм, я буду носить костюм, если захочу комбинезон, я надену его. Разве это не правильно?»

— Мунбёль
В музыкальном клипе к «Absense» Мунбёль предстала в костюме корейского дизайнера Чхве Мун, которая известна своими работами игнорирующие гендерные нормы, говоря, что она всегда хочет разрушить гендерные границы, ведь «В наши дни, когда речь заходит о гендере, не имеет значения женское или мужское. Ты можешь быть мужчиной, и хотеть носить юбку».
Любимый бренд Мунбёль — Thom Browne, который выпускает унисекс-одежду и популярен своими костюмами.

## Дискография

### Мини-альбомы
- Selfish (2018)

| Трек                                          | Авторы                    |
| --------------------------------------------- | ------------------------- |
| 1. In My Room                                 | Слова: Мунбёль, Пак Усан. |
|                                               | Музыка: Пак Усан.         |
| 2. Selfish (ft. Seulgi of Red Velvet) [Title] | Слова и музыка: Пак Усан. |
| 3. Worthless (accoustic ver).                 | Слова: Мунбёль, Пак Усан. |
|                                               | Музыка: Пак Усан.         |

- Dark Side of the Moon (2020)

| Трек                       | Авторы                                                             |
| -------------------------- | ------------------------------------------------------------------ |
| 1. Eclipse [Title]         | Слова: Мунбёль, Ким Дохун, Со Ёнбэ, Ли Хусан, Mingky, Inner Child. |
|                            | Музыка: Ким Дохун, Со Ёнбэ, Ли Хусан, Mingky, Inner Child.         |
| 2. mirror                  | Слова и музыка: Мунбёль, Mingky.                                   |
|                            | Арранжировка: Mingky.                                              |
| 3. ILJIDO                  | Слова: Пак Усан.                                                   |
|                            | Музыка: Пак Усан, Mingky.                                          |
| 4. MOON MOVIE              | Слова: Мунбёль, Пак Усан.                                          |
|                            | Музыка: Пак У Сан.                                                 |
| 5. Weird Day (Feat. Punch) | Слова: Кан Дживон, Пак Усан.                                       |
|                            | Музыка: Кан Джи Вон.                                               |
| 6. Snow                    | Слова: Мунбёль, Пак Усан.                                          |
|                            | Музыка: Пак Усан.                                                  |

- 門oon : RepackAge (2020) — переиздание EP «Dark Side of the Moon»

| Трек                 | Авторы |
| -------------------- | --- |
| 1. Intro — Satellite | Слова и музыка: Kyrille, Ikek, PiRi BOi, Han Hyeji Аранжировка: Kyrille, Ikek, PiRi BOi, Han Hyeji, Lee HooSang |
| 2. Absense [Title]   | Слова: Пак Усан, Мунбёль Музыка: Пак Усан Аранжировка: Пак Усан, Shape                                          |
| 3. Absense [Inst.]   | Музыка: Пак Усан Аранжировка: Пак У Сан, Shape                                                                  |

### Синглы в сотрудничестве
- У Сонын[англ.] — «Nothing» (feat. Moonbyul) — [Mini Album] 2nd Mini Album (2015)

- Мунбёль и Хваса — «Dab Dab» — [Single] (2016)

- 핫펠트 (Ha: tfelt) — «Happy Now» (feat. Moonbyul) — [Single] (2019)

- Punch — «Say Yes» (feat. Moonbyul) — [Single] «Say hello» (2020)

- Джеа[англ.] (Brown Eyed Girls) — «Greedyy» (feat. Moonbyul) — [Single] (2020)

### Саундтреки
- «Like Yesterday» (어제처럼) (вместе с Солой) 2015 — Two Yoo Project Sugar Man OST Part.6

- «Deep Blue Eyes» (в составе Girls Next Door) 2017 — Idol Drama Operation Team OST

## Фильмография
| Год  | ТВ-сеть       | Название   | Роль   | Появления |
| ---- | ------------- | ---------- | ------ | --------- |
| 2015 | Naver TV Cast | Start Love | Ю Наён | 1-5 Эп    |
| 2016 | TVN           | Entourage  | Камео  | 1 Эп      |

| Год  | ТВ-сеть       | Название                             | Появления                                                       |
| ---- | ------------- | ------------------------------------ | --------------------------------------------------------------- |
| 2017 | KBS           | Idol Drama Operation Team            | Все эпизоды                                                     |
| 2017 | KBS2          | Battle Trip                          | 74 Эп вместе с Солой                                            |
| 2017 | Naver TV Cast | Beer Lovers' Trip                    | Все эпизоды                                                     |
| 2018 | SBS           | It’s Okay to Go a Little Crazy       | 19—20 Эп                                                        |
| 2018 | MBC           | King of Mask Singer                  | 179 Эп «Swan»                                                   |
| 2019 | KBS           | In Sync                              | Все эпизоды                                                     |
| 2019 | MBC           | Rewritten Charts                     | Приглашенная гостья. Исполнила 'Warning of the eve' с Пак Микён |
| 2019 | ChannelA      | Man Who Feeds The Dog — Strange Trip | Приглашенная гостья.                                            |
| 2019 | SBS           | Baek Jong-won’s Street Restaurant    | 91 эпизод вместе с Солой                                        |
| 2020 | MBC           | Idol Star Athletics Championship     | Lunar New Year Special                                          |
|      | tvN           | On&Off                               | 26 Эп вместе с Солой                                            |